# Uniform Office Format
Uniform Office Format (UOF)は、オフィススイート向けに中華人民共和国で開発されたオープン標準である。ワードプロセス、プレゼンテーション、表計算モジュールのフォーマットである。フォーマットの規格とGUI、APIで構成されている。OpenDocument (ODF) やOffice Open XML (OOXML) と同様、文書ファイルはXMLを用いて規定される。
2002年1月より開発が進められ、2005年12月には規格の最初のドラフトが公開された。策定作業は公開されており、規格は自由である。2007年4月には中国国家標準となった (GB/T 20916-2007) 。

## ODFおよびOOXMLとの相互運用
ODFについてはODF-UOF Converterを、OOXMLについてはUOF OpenXML Translatorを使用することで、それぞれUOFとの相互変換が可能である。前者は北京大学のOpen Standard Labにより2005年11月より翌年10月にかけて開発され、LGPLのもとで提供されている。後者は北京航空航天大学とマイクロソフトを中心とするチームによって開発され、修正BSDライセンスで提供されている。

## UOFとODFの統合の可能性
中華人民共和国商務部、中国国家知識産権局、サン・マイクロシステムズにより招集され、北京で2007年4月に開催された会議「WTO IPRs Issues in Standardization」にてサン社の会長であるスコット・マクネリはODFと中国のUOFを統合する必要性を示した。ただし両方のフォーマットはオープンだが、文書の記述法がそれぞれ根本的に異なっているため技術的に特別な方法を必要とするとされている。詳細はBetanewsと IP-Watchを参照。